# Sinagoga Ohel David
La Sinagoga Ohel David, (en anglès: Ohel David Synagogue) també anomenada Lal Deval és una sinagoga que es troba a Pune (Poona), Índia. Està situada a Moledina Road a Pune, Lal Deval és considerada com una de les millors sinagogues de Maharashtra. El temple fou construït pel filantrop David Sassoon en 1867. La sinagoga està construïda en estil gòtic anglès, aquesta estructura de pedra de maó vermell s'assembla a una Església. Avui dia es tracta d'un lloc turístic ben conegut i constitueix una part important del patrimoni cultural de l'Índia. Lal Deval és la sinagoga més gran d'Àsia (fora d'Israel).